# Cantone di Saint-Chamond-Nord
Il Cantone di Saint-Chamond-Nord era una divisione amministrativa dell'Arrondissement di Saint-Étienne.
È stato soppresso a seguito della riforma complessiva dei cantoni del 2014, che è entrata in vigore con le elezioni dipartimentali del 2015.
Comprendeva solo parte della città di Saint-Chamond.